# Kristi kyrka (Fetting)
Kristi kyrka (the Church of Christ) är ett av flera samfund i Sista Dagars Heliga-rörelsen som hävdar att man är den sanna arvtagaren till den kyrka med samma namn, som Joseph Smith grundat 1830.
Sekten grundades 1929 av Otto Fetting sedan denne uteslutits ur Granville Hedricks Kristi kyrka. 
1943 uteslöt man själva i sin tur William A Draves och dennes anhängare som då bildade ytterligare en kyrka med namnet Kristi kyrka (med Elias budskap).  